# Gusau
Gusau — miasto w północno-zachodniej Nigerii, nad rzeką Sokoto, przy linii kolejowej Zaria - Kaura Namoda; stolica stanu Zamfara. Około 114 tys. mieszkańców. Ośr. handlu, rzemiosła i przemysłu lekkiego (włókienniczy); port lotniczy.
We wrześniu 2006 roku 40 osób poniosło śmierć w rezultacie pęknięcia tamy na zbiorniku wodnym w pobliżu miasta Gusau, na północy Nigerii.
W mieście rozwinął się przemysł włókienniczy oraz spożywczy.